# Église Sainte-Marie du Boulou
Pour les articles homonymes, voir église Sainte-Marie.
L'église Sainte-Marie du Boulou est une église en partie romane située au Boulou, dans le département français des Pyrénées-Orientales. Elle est classée monument historique pour son porche en 1910 et son portail en 1938.

## Histoire
L'église date du XVIIe siècle, mais elle conserve un portail roman de marbre blanc sculpté attribué au Maître de Cabestany. Une frise se trouvant au-dessus du portail représente des scènes de l'Enfance de Jésus qui se lisent de droite à gauche : Annonce faite aux bergers, la Nativité, l'Adoration des Mages, Fuite en Égypte.

## Mobilier
L'église conserve derrière le maître-autel un retable de style baroque consacré à la Vierge Marie et à saint Antoine ermite.

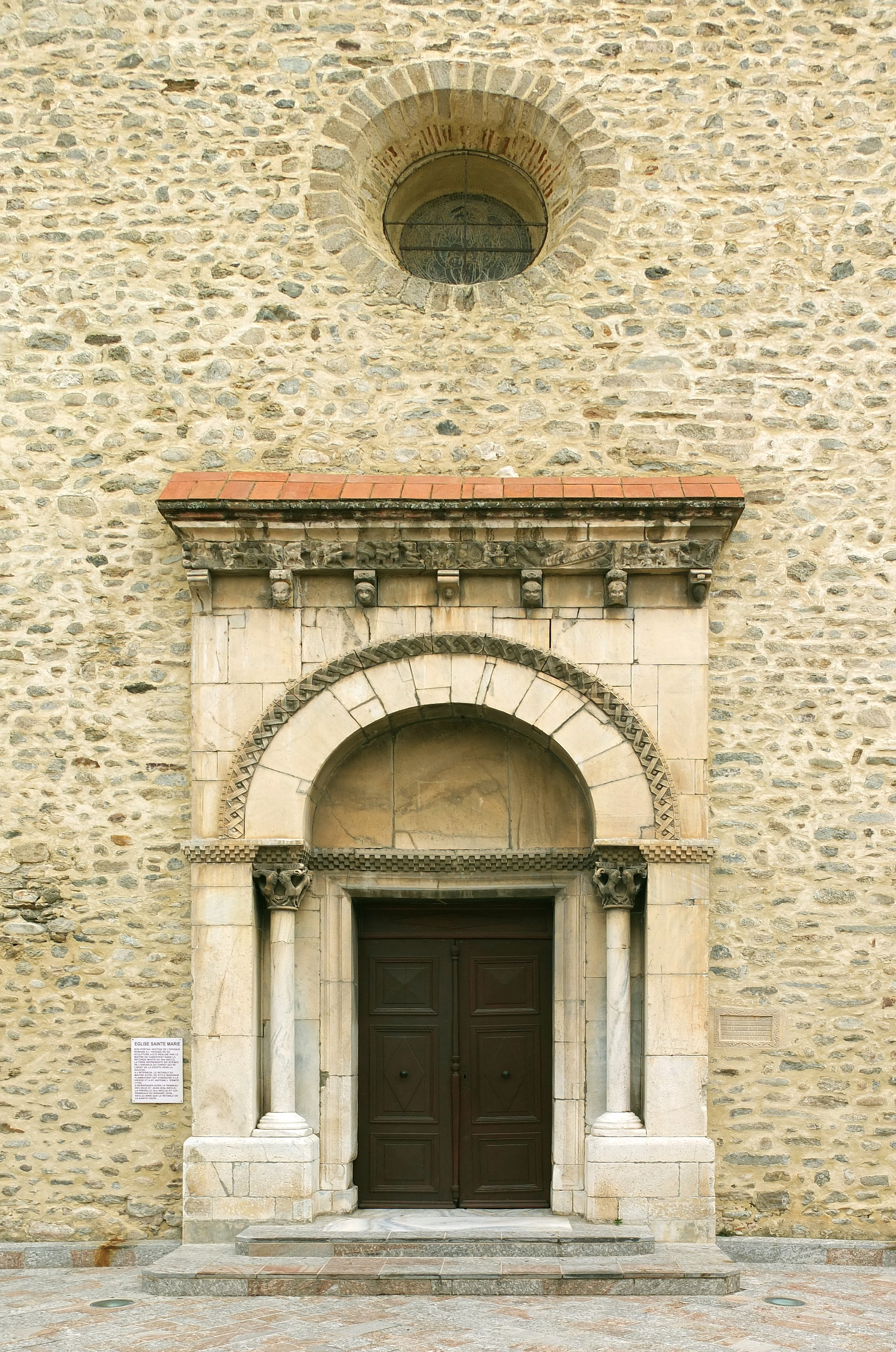
Portail
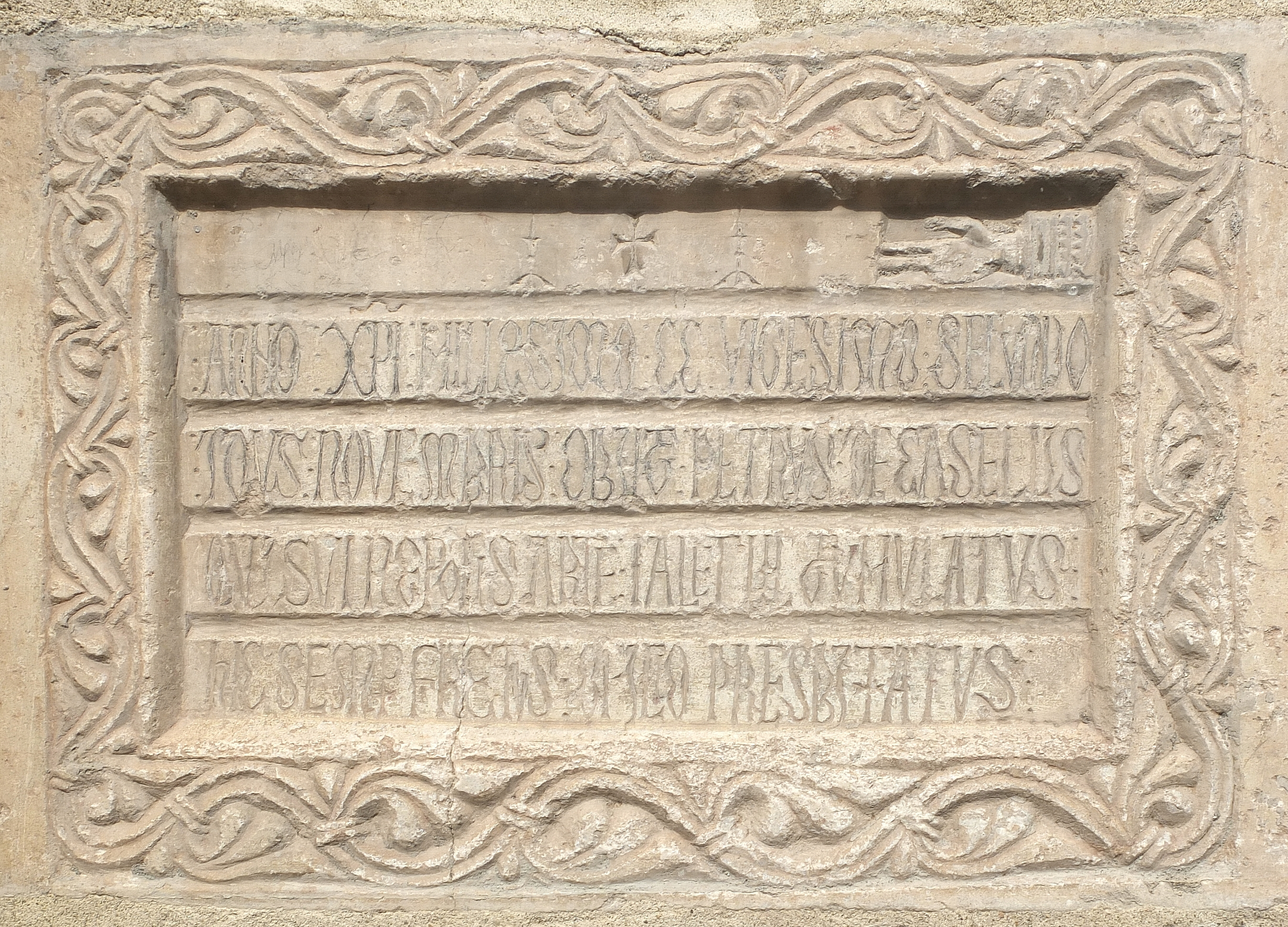
Plaque funéraire de Pierre de Casellès (+ 1220)
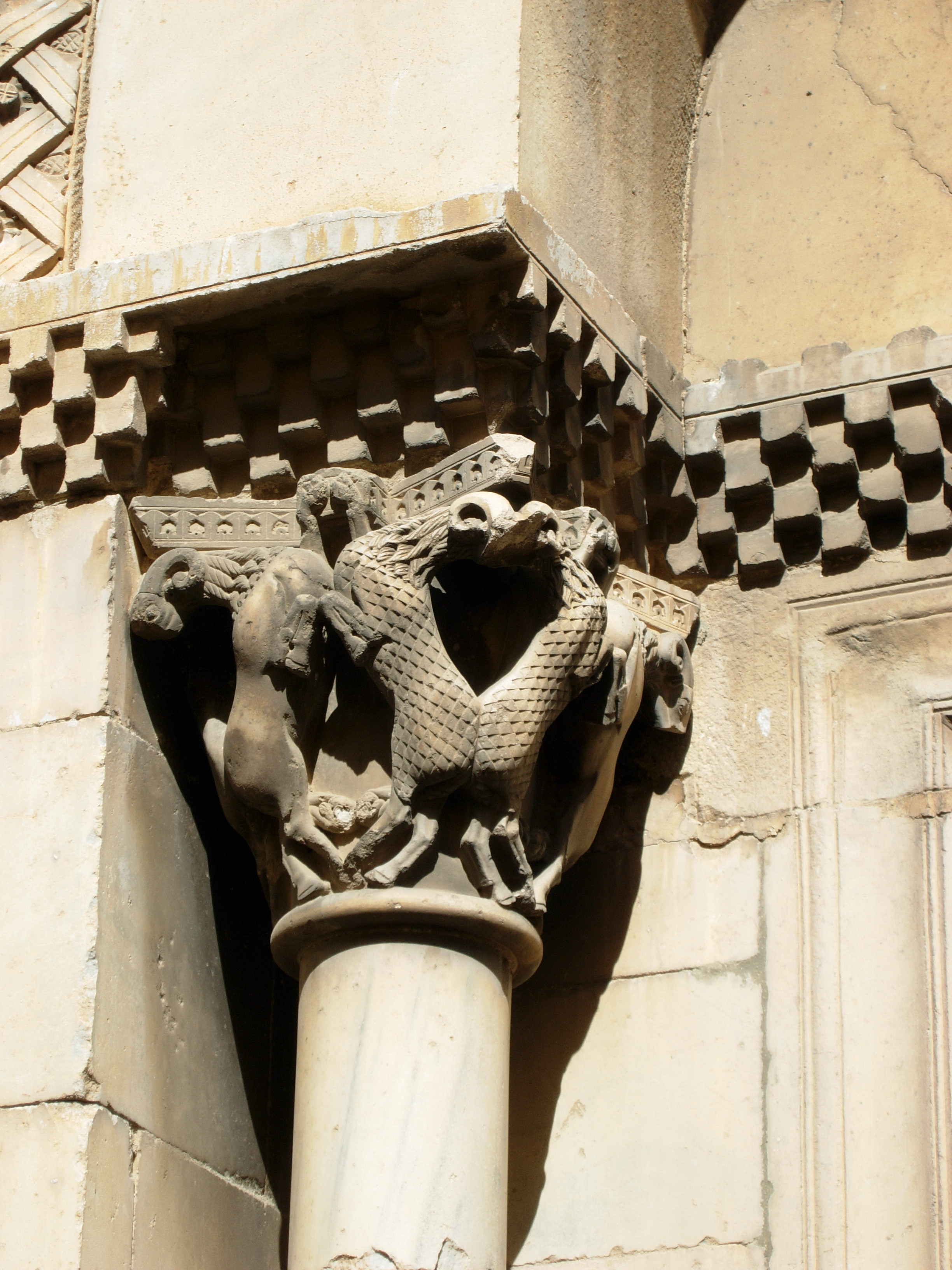
Chapiteau gauche
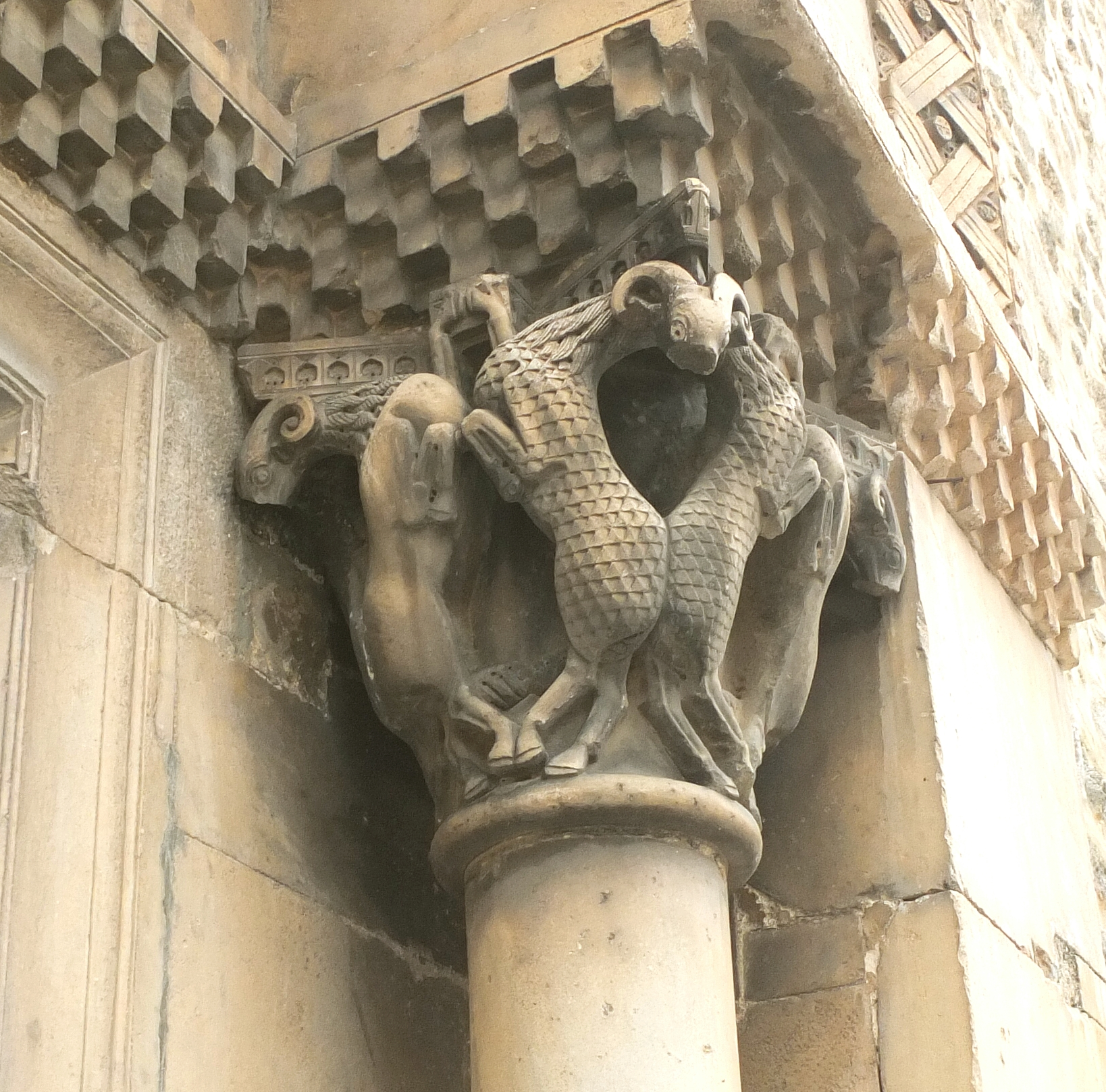
Chapiteau droit
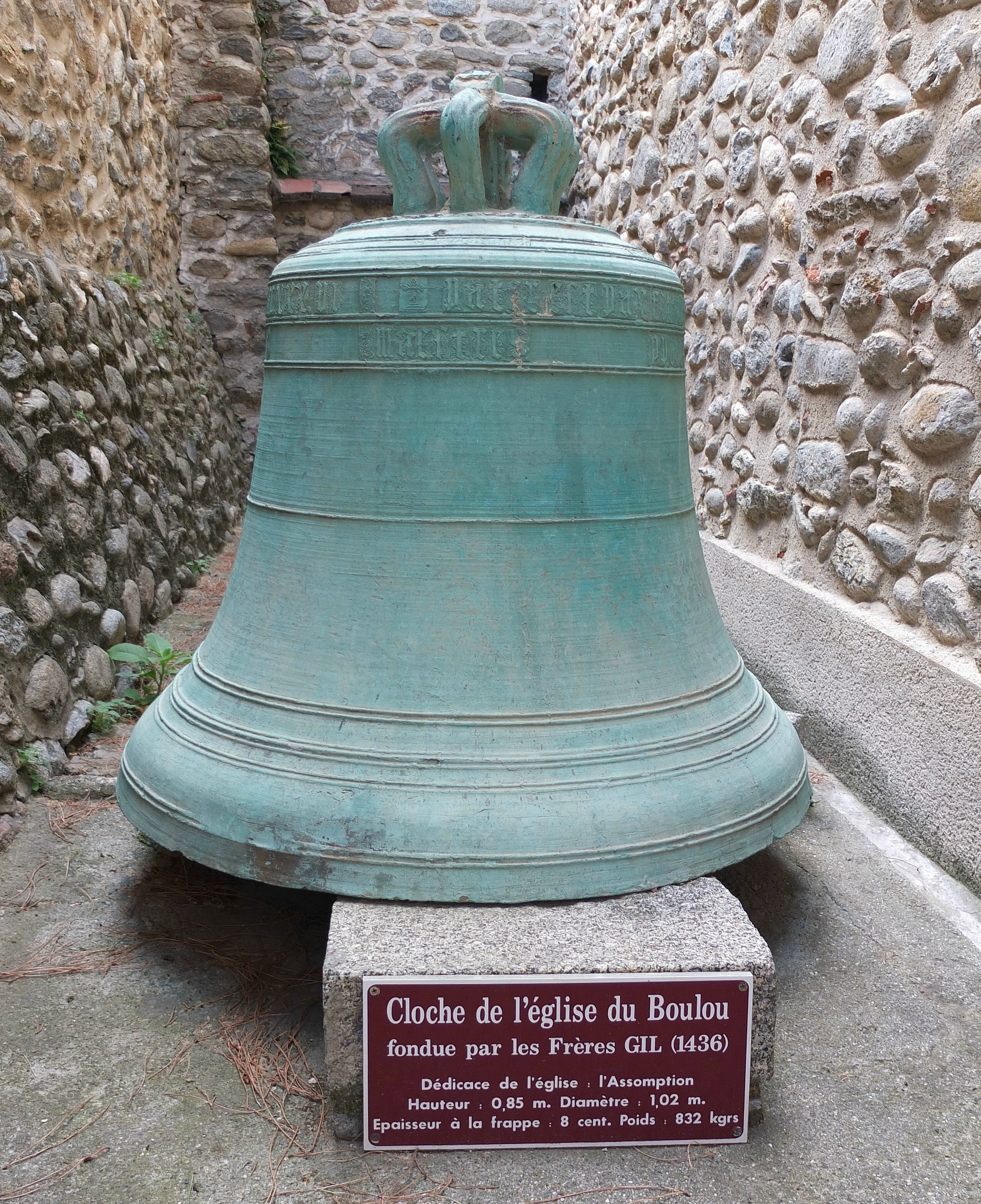
Cloche de l'église (1436)
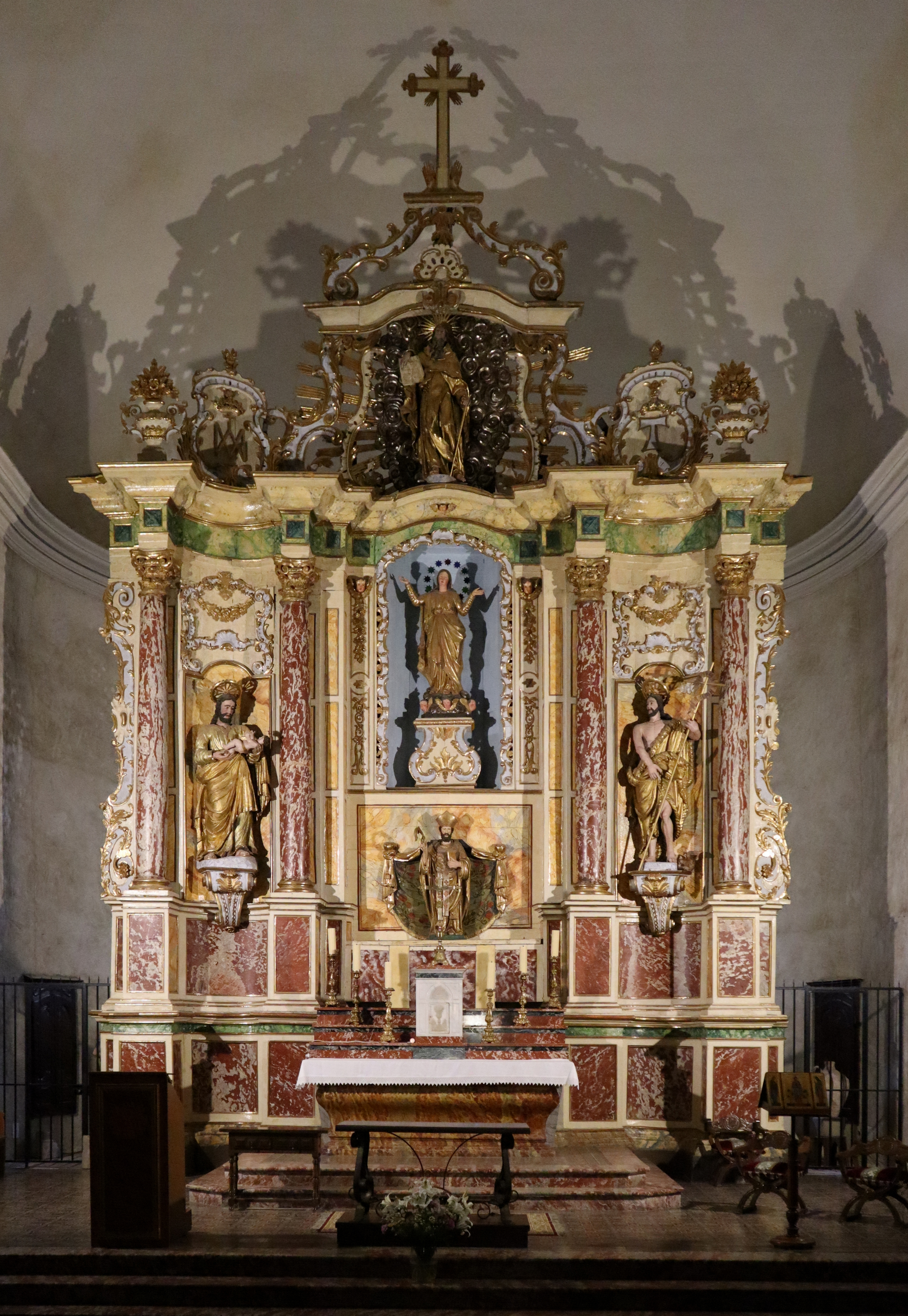
Maître-autel
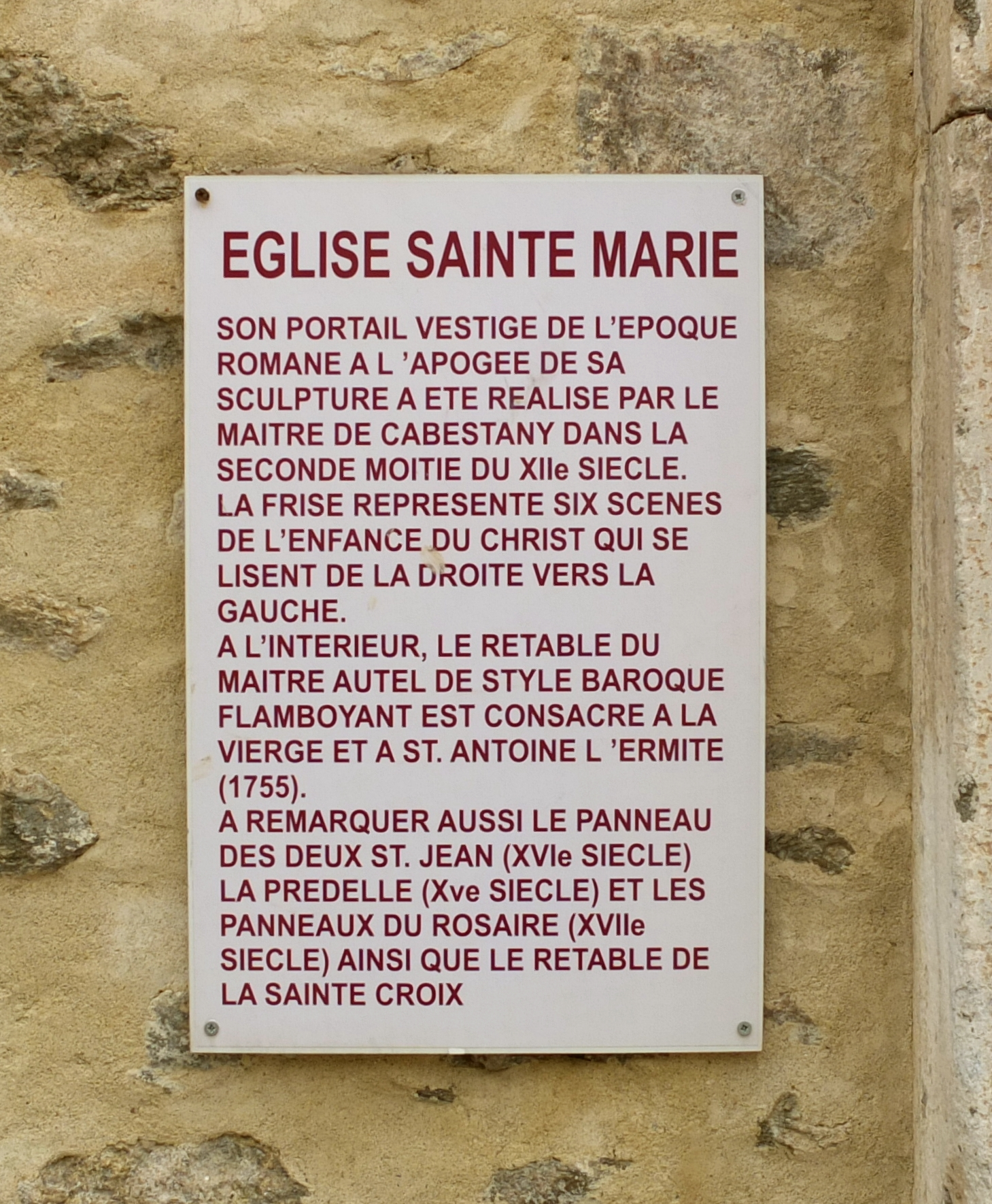
Panneau d'information